# Martin Tadeáš Slavíček
Martin Tadeáš Slavíček (15. října 1719, Vyškov – 31. října 1796, Olomouc) byl prelát olomouckého augustiniánského kláštera u Všech svatých, direktor Teologické fakulty olomoucké univerzity (1769, 1773, 1774), v letech 1770-1771 a 1773 rektor olomoucké univerzity a v letech 1785-1787 rektor generálního semináře pro Moravu a Slezsko.